# クリード チャンプを継ぐ男
『クリード チャンプを継ぐ男』（クリード チャンプをつぐおとこ、原題: Creed）は、2015年製作のアメリカ合衆国のスポーツ映画。監督はライアン・クーグラー、主演はマイケル・B・ジョーダンとシルヴェスター・スタローン。日本では2015年12月23日公開。『ロッキー』シリーズの一作で初のスピンオフ作品であり、『ロッキー・ザ・ファイナル』以来9年ぶりの続編である。
ロッキーのライバルであったアポロ・クリードの遺児、アドニス・クリードを主人公としており、題名（原題）は主人公の姓でもあるが、「クリード (creed)」にはまた、英語で信条、信念の意味もある。

## あらすじ
ロサンゼルスの孤児院にいた、まっすぐだが気の短い少年、アドニス（ドニー）・ジョンソンは、亡き母を侮辱した少年と喧嘩になり、反省室に入れられてしまう。そんな彼を訪ねてきたのは、かつてのボクシング世界ヘビー級王者、アポロ・クリードの妻であるメアリー・アンだった。メアリーはドニーに、彼がアポロの隠し子であることを告げ、ドニーを養子として引き取る。彼女の愛情を受けて育ったドニーは、やがて立派な青年へと成長する。証券会社で働く彼をメアリーは誇りに思うが、ドニーの心はボクシングにあった。亡き父の活躍に憧れ、Youtubeで父とそのライバル、ロッキー・バルボアの試合を観たドニーは、ボクサーになることを夢見ていた。試合で死んだアポロの二の舞になることを恐れるメアリーは反対するが、ドニーの決意は固かった。
それまでの生活を捨ててボクサーとなると決めたドニーは、父のいたデルフォイ・ジムを訪ねるが、裕福な育ちな上にアマチュアの試合経験しかないという理由で、ドニーは入門を断られる。仕方なくドニーはフィラデルフィアへ向かい、かつての父のライバル、ロッキーに師事を請おうと考える。引っ越したアパートで、ドニーは進行性の難聴を患うビアンカと出会い、不幸をものともせず前向きに生きる彼女に次第に惹かれていく。一方、フェラデルフィアで暮す老いたロッキーは、最愛の妻エイドリアンや親友ポーリーを見送り、生きる気力もなく毎日を過ごしていた。自身のレストランを訪れたドニーから、彼がアポロの子であることを聞かされ動揺するが、すでにボクシングからは距離を置いていたロッキーはドニーの頼みを断る。ドニーはやむなくクリードの名を隠して、かつてのミッキーのジムに通い始めるが、息子のレオばかり鍛えるトレーナーのピートに不満を募らせる。再びロッキーを訪ね、個人用の練習メニューの作成を頼むドニー。ひたむきな彼に根負けし、ようやくロッキーはドニーのトレーナーとなることを承知する。
ロッキーの指導の下で次第に力をつけるドニーに、ピートはレオとの試合を申し込む。はじめての試合に備えてドニーはロッキーの家に住み込み、一層過酷なトレーニングに励む。ドニーはやがて、以前とは比べ物にならない実力者へ成長していく。初試合、17試合無敗の記録を誇る気鋭の若手レオとの戦いに、緊張から序盤は圧倒されるものの、調子を持ち直して2ラウンドKOでレオを倒す。ロッキーやビアンカと喜び合うドニーであったが、嫉妬したピートのリークで、翌日には隠していたクリードの名が知られてしまい、アポロの息子として一躍有名になる。
折りしも、ボクシングヘビー級トップリーグでは、不敗のチャンピオンだが銃の不法所持で収監が決まったリッキー・コンランが、収監前最後の対戦相手を探していた。ドニーのことを知ったコンランのマネージャー、トミーは興行収益を目当てに、明らかに格下のドニーへの対戦依頼を出す。トミーの狙いが「クリードの名」にあると察するロッキーは断ろうとするが、クリードの名を背負うことを決意したドニーの意を受けて、コンランとの対決を決める。
現役チャンピオンに勝つため、さらに過酷なトレーニングに励むロッキーとドニー。しかし練習中にロッキーが倒れ、検査の結果癌が見つかる。妻エイドリアンの死を思い出し、治療を拒絶するロッキーは、説得を試みるドニーに心無い言葉をかけ、2人は仲違いしてしまう。自分の中の葛藤と向き合ったドニーはロッキーと和解し、ドニーはチャンピオンと、ロッキーは癌と戦い抜くことを誓い合う。ロッキーの闘病と並行してトレーニングを積むドニーは、遂にコンランとの対決の日を迎える。
試合当日、王者コンランに対し、親の七光りと見做されるドニーは、完全なアウェイでブーイングを受けながら入場する。余裕の笑みを浮かべるコンランは、リーチの差を活かしたジャブでドニーを寄せ付けず、第1ラウンドは下馬評通りコンランの優勢に終わる。しかし、ロッキーのアドバイスを受けたドニーは次第に調子を取り戻し、巧みにチャンピオンの懐に潜り込み、激しい乱打戦に持ち込む。かつてのアポロやロッキーを彷彿とさせる猛攻でチャンピオンに食らいつくドニー、コンランもさすがの底力を見せて反撃し、第14ラウンド、コンランの強烈なストレートにたまらずダウンするドニー。しかし失神した彼の視界にアポロの姿がよぎった途端、朦朧とした意識が覚醒する。不屈の精神で立ち上がったドニーは試合を続行する。最終ラウンド、闘争心を剥き出しにして最後の攻勢に出るドニーに対し、コンランも安全策を捨てて真正面から迎え撃ち、2人の攻防はいよいよ激しさを増していく。試合終了間近、相手の攻撃を逆手に取ったドニーは遂にコンランをコーナーに追い詰める。渾身の一撃がコンランを捉え、とうとう不敗のチャンピオンをダウンに追い込む。それでもコンランはなんとか立ち上がり、試合終了のゴングがなる。結果は2対1の判定でコンランが勝利となるが、あと30秒あればドニーが勝っていたほどの善戦に、コンランもドニーを次のチャンピオンと称える。観客席では次第に「クリード」コールが起こり、ロッキーに促されて応えるドニーに大歓声が上がる。インタビューを受けたドニーは養母メアリーに感謝を伝え、自分を支えてくれたビアンカとロッキーを家族だと言う。ロッキーも戦うことを思い出させてくれたとドニーに感謝し、3人は抱き合う。アポロについて尋ねられたドニーは、「何も恨んでいないよ、クリードを誇りに思う」と応える。
早朝のフィラデルフィア美術館の階段を、ロッキーとドニーが駆け昇る。2人は街の景色を眺めながら、互いの絆の深さを確かめあう。

## キャスト
※括弧内は日本語吹替

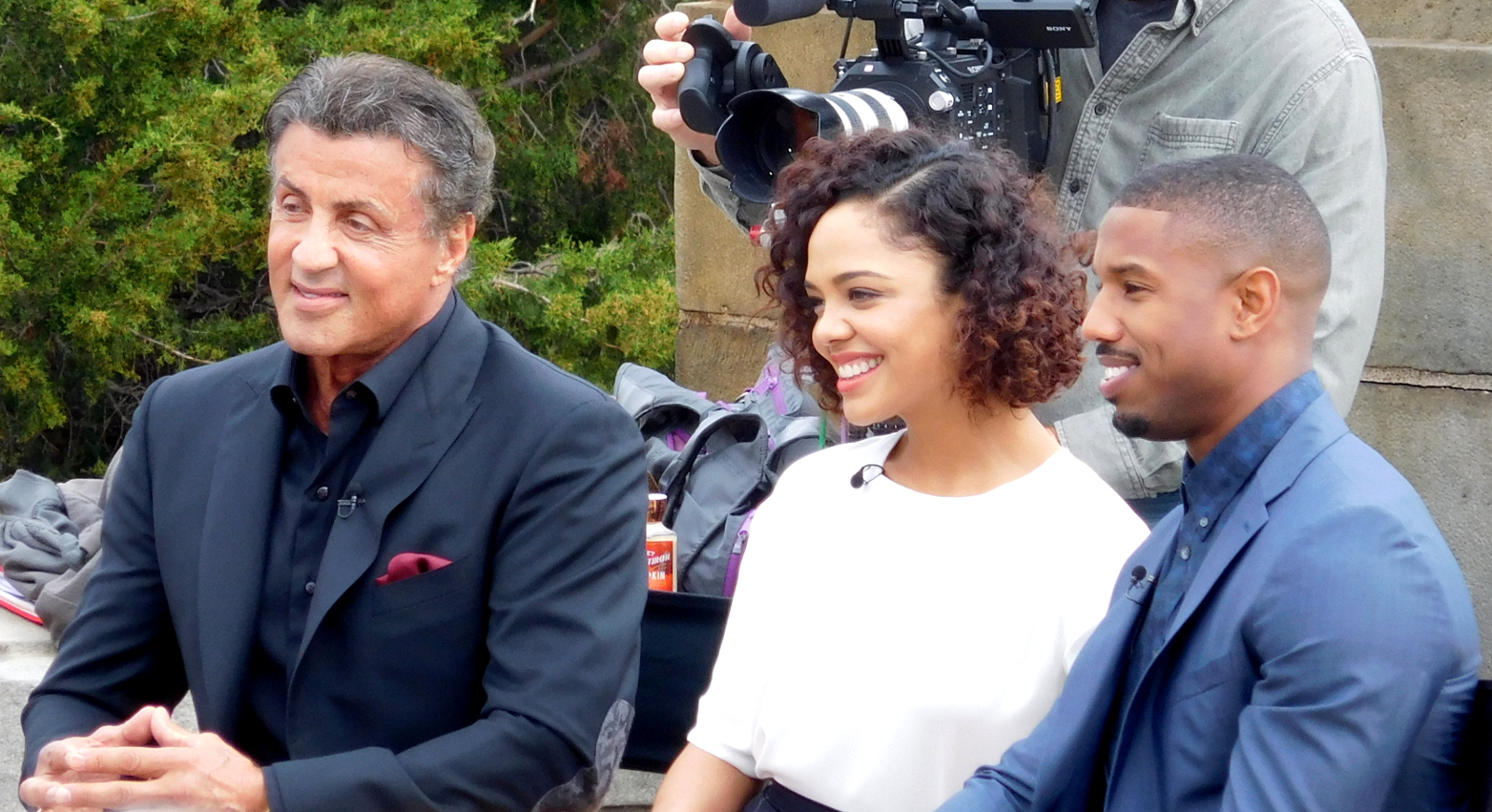
フィラデルフィア美術館にて本作のプロモーションをおこなう主要キャスト陣。左からシルヴェスター・スタローン、テッサ・トンプソン、マイケル・B・ジョーダン（2015年11月）

- アドニス・ジョンソン（クリード） - マイケル・B・ジョーダン（杉村憲司）
- ロッキー・バルボア - シルヴェスター・スタローン（羽佐間道夫）
- ビアンカ - テッサ・トンプソン（東條加那子）
- メアリー・アン・クリード - フィリシア・ラシャド（英語版）（水野ゆふ）： アドニスの養母
- “プリティ”・リッキー・コンラン - アンソニー・ベリュー（伊藤健太郎）
- トミー・ホリデイ - グレアム・マクタヴィッシュ（板取政明）
- リトル・デューク - ウッド・ハリス
- ピート・スポリーノ - リッチー・コスター（英語版）
- ダニー・“スタントマン”・ウィーラー - アンドレ・ウォード（平修）
- レオ・“ザ・ライオン”・スポリーノ - ガブリエル・ロサド

## 製作
2013年7月24日、メトロ・ゴールドウィン・メイヤーは『ロッキー』シリーズのスピンオフ作品の製作に当たって、ライアン・クーグラーを監督に、クーグラーとアーロン・コヴィントンを脚本に起用すると発表した。また、アポロの息子、アドニス・ジョンソン役にはマイケル・B・ジョーダンが起用され、ロッキー・バルボアはオリジナルシリーズ同様にシルヴェスター・スタローンが演じるとも発表された。2014年4月25日、クーグラーが『ハリウッド・レポーター』でのインタビューで、ジョーダンとスタローンを主演に起用することに同意したと述べた。同年11月10日、現役ボクサーのアンソニー・ベリューとアンドレ・ウォードが本作に出演すると報じられた。12月16日、ヒロイン役にテッサ・トンプソンが起用されたとの報道があった。2015年1月8日、フィリシア・ラシャドの出演が決まった。同月21日、グレアム・マクタヴィッシュが自身のTwitterで本作に出演すると発表した。

### 撮影
2015年1月19日、イギリスのリバプールで本作の主要撮影が始まった。冒頭のシーンを撮り終えたあと、撮影地はフィラデルフィアに移った。2月上旬、トレーニングシーンの撮影に当たって、フィラデルフィアの空き店舗がボクシングジムに改装された。13日、地元のヴィクトール・カフェでの撮影が行われた。16日、そのカフェをエイドリアンのレストランに改装して、別のシーンの撮影が行われた。2月下旬にはサン・センター・スタジオでの撮影が行われた。

## 公開
2015年2月3日、ワーナー・ブラザースは本作の北米公開日を同年11月25日にすると発表した。

## 興行収入
2015年11月29日、本作は全米3404館で公開され、公開初週末に2963万ドルを稼ぎ出し、週末興行収入ランキング初登場3位となった。

## ホームメディア
日本国内では、Blu-ray・DVDがワーナー・ブラザース ホームエンターテイメントより、2016年4月20日から販売開始された。また、同年6月22日には、4K画質のUltra HD Blu-ray規格のソフトも販売された。
- クリード チャンプを継ぐ男 ブルーレイ&DVDセット（2枚組・初回限定生産・2016年4月20日発売）
- クリード チャンプを継ぐ男 ブルーレイ・スチールブック仕様（初回限定生産・2016年4月20日発売）
- クリード チャンプを継ぐ男 4K ULTRA HD&Blu-ray セット（2枚組・2016年6月22日発売）
- クリード チャンプを継ぐ男 ブルーレイ（廉価版・2016年10月19日発売）
- クリード チャンプを継ぐ男 DVD（廉価版・2016年10月19日発売）

## 評価

### 批評家からの評価
本作は批評家から絶賛された。映画批評集積サイトのRotten Tomatoesには171件のレビューがあり、批評家支持率は93%、平均点は10点満点で7.9点となっている。サイト側による批評家の意見の要約は「『クリード チャンプを継ぐ男』は『ロッキー』シリーズに驚異の7ラウンド目をもたらした。シリーズの伝統を踏まえつつも斬新な演出がなされており、そこで新たなボクサーの物語が展開されている。」となっている。また、Metacriticには40件のレビューがあり、加重平均値は82/100となっている。なお、本作のCinemaScoreはAとなっている。
米『タイム』誌は、本作を「2015年の映画トップ10」の第8位に挙げている。
シルヴェスター・スタローンはゴールデンラズベリー賞（ラジー賞）の常連としても知られているが、第36回ラジー賞では、ラジー賞での評価を覆した者に送られる名誉挽回賞を受賞した。

### 受賞
| 年     | 映画賞                               | 賞             | 対象                       | 結果       |
| ------ | ------------------------------------ | -------------- | -------------------------- | ---------- |
| 2015年 | ナショナル・ボード・オブ・レビュー賞 | 助演男優賞     | シルヴェスター・スタローン | 受賞       |
| 2015年 | ナショナル・ボード・オブ・レビュー賞 | 作品賞トップ10 |                            | 入賞       |
| 2015年 | ボストン・オンライン映画批評家協会賞 | 作品トップ10   |                            | 2位        |
| 2015年 | ボストン・オンライン映画批評家協会賞 | 主演男優賞     | マイケル・B・ジョーダン    | 受賞       |
| 2015年 | ボストン・オンライン映画批評家協会賞 | 助演男優賞     | シルヴェスター・スタローン | 受賞       |
| 2015年 | 第41回ロサンゼルス映画批評家協会賞   | 新人賞         | ライアン・クーグラー       | 受賞       |
| 2015年 | 第19回オンライン映画批評家協会賞     | 主演男優賞     | マイケル・B・ジョーダン    | ノミネート |
| 2015年 | 第19回オンライン映画批評家協会賞     | 助演男優賞     | シルヴェスター・スタローン | ノミネート |
| 2016年 | 第50回全米映画批評家協会賞           | 主演男優賞     | マイケル・B・ジョーダン    | 1位        |
| 2016年 | 第50回全米映画批評家協会賞           | 助演男優賞     | シルヴェスター・スタローン | 3位        |
| 2016年 | 第73回ゴールデングローブ賞           | 助演男優賞     | シルヴェスター・スタローン | 受賞       |
| 2016年 | 第47回NAACP賞映画部門                | 主演男優賞     | マイケル・B・ジョーダン    | 受賞       |
| 2016年 | 第47回NAACP賞映画部門                | 助演女優賞     | フィリシア・ラシャド       | 受賞       |
| 2016年 | 第47回NAACP賞映画部門                | 助演女優賞     | テッサ・トンプソン         | ノミネート |
| 2016年 | 第47回NAACP賞映画部門                | 作品賞         |                            | ノミネート |
| 2016年 | 第20回サテライト賞                   | 助演男優賞     | シルヴェスター・スタローン | ノミネート |
| 2016年 | 第36回ラジー賞                       | 名誉挽回賞     | シルヴェスター・スタローン | 受賞       |
| 2016年 | 第88回アカデミー賞                   | 助演男優賞     | シルヴェスター・スタローン | ノミネート |
| 2016年 | MTVムービー・アワード 2016           | 最優秀映画賞   |                            | ノミネート |
| 2016年 | MTVムービー・アワード 2016           | 最優秀男優賞   | マイケル・B・ジョーダン    | ノミネート |
| 2016年 | 第41回報知映画賞                     | 作品賞・海外   |                            | 受賞       |

## 日本語字幕
アンゼたかし